# INNOSENSE
「INNOSENSE」（イノセンス）は、FLOWのメジャー32枚目、通算36枚目のシングル。2017年2月8日にKi/oon Musicから発売された。

## 概要
- 前作から約6ヶ月ぶりのメジャー32枚目シングル盤。
- CDは、通常盤、初回生産限定盤、期間生産限定盤（アニメ盤）の3種類。期間生産限定盤（アニメ盤）は収録曲、DVDの収録内容が他と異なる仕様。
- CD売上初動0.5万枚。前作「風ノ唄/BURN」から約5000枚の販売数の減少[4]。

### タイアップ
- タイトル曲の「INNOSENSE」は、TVアニメ『テイルズ オブ ゼスティリア ザ クロス』の第2期エンディング主題歌。本作で『テイルズ オブ』シリーズのタイアップは3回目となった。
  - 曲調がストリングス調であるのは、『テイルズ オブ ゼスティリア ザ クロス』のプロデューサー近藤光からの「終わらない戦い」をイメージした曲にして欲しい、といった依頼による。
  - アニメのエンディング主題歌は比較的おとなしめな曲調が多い中、「INNOSENSE」はアップテンポな曲である。これも近藤から「ガツガツした曲を」という要望があった。
- 音源は、発売前に『テイルズ オブ ゼスティリア ザ クロス』公式サイトでいち早く公開された。
- ミュージックビデオも「アニメイトタイムズ」によりフルバージョンが期間限定（2017年1月29日 - 2月7日）で公開された[5]。
- ミュージックビデオには、『テイルズ オブ ゼスティリア ザ クロス』のメインキャラクター声優、スレイ役の木村良平と、ミクリオ役の逢坂良太が出演している[6]。
- 発売にあたり、2017年2月12日「ニコニコ生放送」にて特番が放送された[7]。

### タイトル
「INNOSENSE」は、作詞を担当するKOHSHIの造語であり、「INNOCENCE」のスペルミスではない。
- 「INNOCENCE」の"C"を、TVアニメの主人公スレイ（Sorey）の"S"に変えることで、この曲がスレイの曲であること
- 語尾の「CENCE」を「SENSE」に変えることで、"感覚"や"才能"といった意味を含み、特別な存在（天族）が見える"感覚"の持ち主スレイを表現する言葉になること

以上2点の、気持ちを込めて作られた一曲であることを公言している。

## 収録曲

### 初回生産限定盤・通常盤
全作曲：Takeshi Asakawa
1. INNOSENSE ［4:02］
作詞：Kohshi Asakawa　編曲：FLOW
TVアニメ『テイルズ オブ ゼスティリア ザ クロス』第2期エンディング主題歌。
2. アミダ (Live ver.) <FLOW LIMITED CIRCUIT 2016「風ノ陣」 / 大阪BIGCAT 2016.9.20> ［4:19］
作詞：Kohshi Asakawa
全国ツアー「FLOW LIMITED CIRCUIT 2016」で披露された新曲がライブバージョンで収録されている。
3. EGO (Live ver.) <FLOW LIMITED CIRCUIT 2016「炎ノ陣」 / 高松DIME 2016.11.22> ［4:21］
作詞：Keigo Hayashi
同じく、全国ツアー「FLOW LIMITED CIRCUIT 2016」で披露された新曲がライブバージョンで収録されている。作詞は、KEIGOが担当している。
4. KA-ZA-A-NA (Live ver.) <FLOW LIMITED CIRCUIT 2016「風ノ陣」/大阪BIGCAT 2016.9.20> ［3:25］
作詞：Kohshi Asakawa & Keigo Hayashi
既に廃盤であるインディーズ時代の一曲をライブバージョンとして収録。
5. INNOSENSE -Instrumental- ［4:02］

### 期間生産限定盤/アニメ盤
1. INNOSENSE ［4:02］
作詞：Kohshi Asakawa　編曲：FLOW
2. 風ノ唄 (Live ver.) <FLOW LIMITED CIRCUIT 2016「風ノ陣」 / 大阪BIGCAT 2016.9.20> ［4:53］
作詞：Kohshi Asakawa　編曲：FLOW
前作シングル（両A面）タイトル曲のライブバージョン。TVアニメ『テイルズ オブ ゼスティリア ザ クロス』第1期オープニング主題歌。
3. BURN (Live ver.) <FLOW LIMITED CIRCUIT 2016「炎ノ陣」 / 高松DIME 2016.11.22> ［4:20］
作詞：Kohshi Asakawa　編曲：FLOW & キバオブアキバ
前作シングル（両A面）タイトル曲のライブバージョン。PS3・PS4ゲーム『テイルズ オブ ベルセリア』主題歌。
4. INNOSENSE -TV Size- ［1:30］
5. INNOSENSE -TV Size Inst.- ［1:30］

## 初回版DVD

### 初回生産限定盤
1. INNOSENSE (Music Video)
ミュージックビデオの監督はスミス。過去に「常夏エンドレス」や「愛愛愛に撃たれてバイバイバイ」の監督を担当した。
本作は、フェンシングのデザイン性とメンバーのカッコイイ演奏を全面に構成したとメイキングで語っている。
フェンシングは、法政大学日本代表の面々が担当した。
2. INNOSENSE (Music Video メイキング)

### 期間生産限定盤/アニメ盤
1. BURN (Live from 【テイルズ オブ フェスティバル 2016】 FLOW特別編集ver.)
2. 風ノ唄 (Live from 【テイルズ オブ フェスティバル 2016】 FLOW特別編集ver.)